# Take Me Out to the Ball Game (chanson)
Pour les articles homonymes, voir Take Me Out to the Ball Game.
Take Me Out to the Ball Game est l'hymne non officiel du baseball. Cette chanson est traditionnellement chantée lors de la pause de la septième manche. Cependant, depuis les événements du 11 septembre 2001, certains stades lui préfèrent God Bless America. La chanson est jouée souvent sur le système audio au Temple de la renommée du baseball.

## Création
Les paroles datent de l'été 1908. Elles sont de l'humoriste Jack Norworth, qui n'avait jamais assisté à un match de baseball : au cours d'un trajet en métro, il fut inspiré par un panneau indiquant : « Baseball Today — Polo Grounds ». La musique fut composée par Albert Von Tilzer (en) (qui lui non plus n'était jamais allé à un match). Jack Norworth incorpore cette chanson au spectacle qu'il donne à l'Ancient Theater de Brooklyn ; c'est un triomphe. Edward Meeker et le Haydn Quartet sont les premiers à enregistrer la chanson en 1908.
La vente des Cracker Jack (en) a monté en flèche peu après l'apparition de cette chanson, du fait que le produit était inexplicablement lié au baseball dans les paroles de 1908 de Norworth .
Jack Norworth écrira une nouvelle version en 1927.

## Refrain
Take me out to the ball game,

Take me out with the crowd;

Buy me some peanuts and Cracker Jack (en),

I don't care if I never get back.

Let me root, root, root for the home team,

If they don't win, it's a shame.

For it's one, two, three strikes, you're out,

At the old ball game.

## Principales reprises
Harpo Marx joue sur sa harpe la musique de Take Me Out durant un épisode de I Love Lucy. Ken Burns fait enregistrer 250 versions différentes pour son documentaire Histoire du Baseball.
À noter aussi la version de Frank Sinatra et Gene Kelly dans le film homonyme de Busby Berkeley, Match d'amour (Take Me Out to the Ball Game) de 1948, produit par la MGM.
À noter également l'enregistrement plus ancien d'Ella Logan (en).